# 严天颢
严天颢（韓語：엄천호，1992年2月25日—），是韩国的男子短道速滑运动员。他是2011年世界短道速滑团体锦标赛的冠军成员。

## 职业生涯
2011年世界短道速滑团体锦标赛中，严天颢随韩国男子短道速滑队在华沙获得2011年世界短道速滑团体锦标赛团体金牌。

## 资料来源
国际滑联官网2011世界短道速滑团体锦标赛新闻报道(英文)